# Veikkausliiga 2014
La Veikkausliiga 2014 fu la centocinquesima edizione della massima serie del campionato finlandese di calcio, la venticinquesima come Veikkausliiga. Il campionato, iniziato il 6 aprile e terminato il 25 ottobre, con il formato a girone unico e composto da dodici squadre, venne vinto dall'HJK per il sesto anno consecutivo. Capocannonieri del torneo furono Jonas Emet, calciatore dello Jaro, e Luis Solignac, calciatore dell'IFK Mariehamn, con 14 reti realizzate a testa.

## Stagione

### Novità
Dalla Veikkausliiga 2013 venne retrocesso il JJK, mentre dalla Ykkönen 2013 venne promosso l'SJK.

### Formula
Le dodici squadre si affrontavano tre volte nel corso del campionato, per un totale di 33 giornate. La prima classificata era decretata campione di Finlandia e veniva ammessa alla UEFA Champions League 2015-2016. La seconda e la terza classificata venivano ammesse al primo turno di qualificazione della UEFA Europa League 2015-2016. Se la vincitrice della Suomen Cup, ammessa al primo turno di qualificazione della UEFA Europa League 2015-2016, si classificava al secondo o al terzo posto, la quarta classificata veniva ammessa al primo turno di qualificazione della UEFA Europa League. L'ultima classificata veniva retrocessa direttamente in Ykkönen.

## Squadre partecipanti
| Club          | Stagione | Città     | Stadio                        | Stagione 2013              |
| ------------- | -------- | --------- | ----------------------------- | -------------------------- |
| HJK           |          | Helsinki  | Sonera Stadium                | Campione di Finlandia      |
| Honka         |          | Espoo     | Tapiolan urheilupuisto        | 2º posto in Veikkausliiga  |
| IFK Mariehamn |          | Mariehamn | Wiklöf Holding Arena          | 4º posto in Veikkausliiga  |
| Inter Turku   |          | Turku     | Veritas-stadion               | 9º posto in Veikkausliiga  |
| Jaro          | dettagli | Jakobstad | Jakobstads centralplan        | 10º posto in Veikkausliiga |
| KuPS          |          | Kuopio    | Savon Sanomat Areena          | 7º posto in Veikkausliiga  |
| Lahti         |          | Lahti     | Lahden Stadion                | 5º posto in Veikkausliiga  |
| MyPa          |          | Kouvola   | Saviniemi                     | 6º posto in Veikkausliiga  |
| RoPS          |          | Rovaniemi | Rovaniemen Keskuskenttä       | 11º posto in Veikkausliiga |
| SJK           |          | Seinäjoki | Seinäjoen Keskuskenttä        | 1º posto in Ykkönen        |
| TPS           |          | Turku     | Veritas-stadion               | 8º posto in Veikkausliiga  |
| VPS           |          | Vaasa     | Hietalahden jalkapallostadion | 3º posto in Veikkausliiga  |

## Classifica finale
|  | Pos. | Squadra       | Pt | G  | V  | N  | P  | GF | GS | DR  |
|  | ---- | ------------- | -- | -- | -- | -- | -- | -- | -- | --- |
|  | 1.   | HJK           | 69 | 33 | 20 | 9  | 4  | 62 | 25 | +37 |
|  | 2.   | SJK           | 59 | 33 | 16 | 11 | 6  | 40 | 26 | +14 |
|  | 3.   | Lahti         | 58 | 33 | 15 | 13 | 5  | 45 | 23 | +22 |
|  | 4.   | VPS           | 48 | 33 | 13 | 9  | 11 | 39 | 34 | +5  |
|  | 5.   | IFK Mariehamn | 48 | 33 | 14 | 6  | 13 | 49 | 55 | -6  |
|  | 6.   | Jaro          | 44 | 33 | 12 | 8  | 13 | 47 | 47 | 0   |
|  | 7.   | KuPS          | 44 | 33 | 11 | 11 | 11 | 44 | 44 | 0   |
|  | 8.   | MyPa          | 39 | 33 | 10 | 9  | 14 | 41 | 54 | -13 |
|  | 9.   | Inter Turku   | 36 | 33 | 8  | 12 | 13 | 32 | 47 | -15 |
|  | 10.  | RoPS          | 35 | 33 | 10 | 5  | 17 | 37 | 41 | -4  |
|  | 11.  | Honka         | 31 | 33 | 6  | 13 | 14 | 38 | 57 | -19 |
|  | 12.  | TPS           | 24 | 33 | 6  | 6  | 21 | 29 | 60 | -31 |

Legenda:
      Campione di Finlandia e ammessa alla UEFA Champions League 2015-2016
      Ammesse in UEFA Europa League 2015-2016
      Retrocessa in Ykkönen
Note:
Tre punti a vittoria, uno a pareggio, zero a sconfitta.

## Risultati
|             | HJK     | Hon     | Int     | Jar     | KuP     | Lah     | Mar     | MyP     | RoP     | SJK     | TPS     | VPS     |
| ----------- | ------- | ------- | ------- | ------- | ------- | ------- | ------- | ------- | ------- | ------- | ------- | ------- |
| HJK         | ––––    | 2-2 1-1 | 2-0     | 1-0     | 3-1 2-2 | 0-0     | 1-0 5-1 | 4-0 2-0 | 0-3     | 1-0 2-0 | 0-1 5-0 | 3-0     |
| Honka       | 1-1     | ––––    | 3-1     | 1-1 0-5 | 0-2 2-2 | 1-0 1-1 | 2-2 1-1 | 1-2 2-0 | 1-0     | 1-1     | 1-1     | 1-2     |
| Inter Turku | 0-2 3-3 | 2-2     | ––––    | 0-1     | 1-1 0-0 | 0-1     | 0-2     | 1-0     | 4-1     | 2-1 1-1 | 2-1 3-2 | 0-0 3-0 |
| Jaro        | 0-2 1-4 | 3-3     | 0-2 2-0 | ––––    | 3-2     | 2-1 0-4 | 1-0     | 1-1     | 1-1     | 0-1     | 2-0 1-1 | 1-0 1-2 |
| KuPS        | 2-2     | 2-0     | 4-2     | 1-4 1-1 | ––––    | 0-2 1-1 | 4-0 1-3 | 1-0     | 1-0     | 0-0     | 1-0     | 0-1     |
| Lahti       | 3-1 0-2 | 2-0     | 0-0     | 2-0     | 0-1     | ––––    | 1-1     | 3-0     | 1-0 3-4 | 1-1     | 2-0     | 1-1 4-1 |
| Mariehamn   | 0-1     | 4-1     | 2-2 3-1 | 1-3 4-2 | 3-1     | 0-0 0-1 | ––––    | 2-1 3-1 | 2-0 2-4 | 2-2     | 3-1     | 0-3 1-0 |
| MyPa        | 0-1     | 4-3     | 1-1 2-2 | 3-2 2-1 | 2-0 5-3 | 1-1 2-2 | 3-0     | ––––    | 1-1     | 1-3     | 4-1 2-1 | 1-1 0-0 |
| RoPS        | 0-1 0-0 | 2-1     | 1-0 3-0 | 2-1 0-1 | 3-1     | 0-1     | 1-3     | 0-1 0-0 | ––––    | 1-1 1-2 | 3-0     | 0-2     |
| SJK         | 2-0     | 0-0 2-1 | 2-2     | 0-1 1-0 | 2-0 0-0 | 1-1     | 3-0     | 1-0 3-1 | 1-0     | ––––    | 2-1     | 0-3     |
| TPS         | 1-4     | 0-1 2-1 | 1-6     | 2-2     | 0-3 1-1 | 0-1     | 0-1 3-1 | 3-0     | 0-2 4-2 | 2-0 0-1 | ––––    | 0-0     |
| VPS         | 0-2 1-1 | 3-0 3-1 | 1-0     | 3-3     | 1-1 0-3 | 1-3     | 1-2     | 4-0     | 2-0     | 0-1     | 1-0 0-0 | ––––    |

## Statistiche

### Classifica marcatori
| Gol |  |  | Giocatore       | Squadra       |
| --- |  |  | --------------- | ------------- |
| 14  |  |  | Jonas Emet      | Jaro          |
| 14  |  |  | Luis Solignac   | IFK Mariehamn |
| 13  |  |  | Rafael          | Lahti         |
| 11  |  |  | Diego Assis     | IFK Mariehamn |
| 11  |  |  | Petteri Forsell | IFK Mariehamn |
| 11  |  |  | Akseli Pelvas   | SJK           |
| 11  |  |  | Demba Savage    | HJK           |